# 黑前眼野鯪
黑前眼野鯪（学名：Prolabeops melanhypopterus）是輻鰭魚綱鯉形目鯉科的其中一個種，分布於非洲喀麥隆沙那加河流域，為特有種，體長可達8.5公分，棲息在種底層水域。